# Arendelle: World of Frozen
Arendelle: World of Frozen es una zona temática en desarrollo,  basada en la película de 2013 Frozen. Walt Disney Imagineering está trabajando actualmente en esta atracción en sus parques Hong Kong Disneyland, Tokio DisneySea y Walt Disney Studios Park.

## Historia
Ambientada después de los eventos de Frozen y antes de Frozen II. La paz y la prosperidad finalmente han regresado al reino de Arendelle y la Reina Elsa ha decretado un Día de Nieve de Verano para el entretenimiento de los ciudadanos del reino.

## Localizaciones

### Hong Kong Disneyland
El 22 de noviembre de 2016, la Compañía Walt Disney y el Gobierno de Hong Kong anunciaron un plan de expansión de Hong Kong Disneyland a mediano plazo con un costo de  HK$ 10.9 mil millones. La expansión propuesta incluye Arendelle: World of Frozen, el Avengers Campus, el Castle of Magical Dreams que reemplazará al Castillo de la Bella Durmiente, nuevas atracciones y entretenimiento en vivo.
Esta atracción se abrirá en la cuarta etapa del proyecto expansión del parque entre 2018 y 2023. Se prevé que abra en la segunda mitad del 2023 y se ubicará entre It's a Small World y Toy Story Land.

### Tokio DisneySea
El 29 de abril de 2015, la Oriental Land Company reveló que el octavo puerto en desarrollo en Tokio DisneySea se llamará Escandinavia y estaba programado para abrir en 2020. Este se ubicaría al sur del Lost River Delta (Tokyo DisneySea) y tendrá aproximadamente el mismo tamaño que el puerto de la Costa Árabe. También se suponía que presentaría múltiples nuevas atracciones, tiendas y restaurantes. Sin embargo, el puerto de Escandinavia ha sido cancelado en favor de la expansión del puerto mediterráneo con Soaring: Fantastic Flight y New Fantasyland en Tokio Disneyland.
El 14 de junio de 2018, Tokyo Disney Resort anunció una expansión llamada Fantasy Springs que se abrirá en Tokio DisneySea en 2023. El cual tomaría el lugar del puerto Escandinavia, Fantasy Springs sumerge a los visitantes en el mundo de las queridas películas de Disney, Frozen, Tangled y Peter Pan. También se conectará un nuevo hotel de lujo a este puerto.

### Walt Disney Studios Park
El 27 de febrero de 2018 en el Palacio del Elíseo en París, el presidente y CEO de The Walt Disney Company, Bob Iger, junto al presidente francés Emmanuel Macron, anunciaron planes para una expansión de 2 mil millones de euros a lo largo de varios años para Disneyland París  . La expansión también incluirá la transformación del Walt Disney Studios Park. Además de Arendelle: World of Frozen, el parque recibirá el Avengers Campus Paris y una zona temática de Star Wars, junto con múltiples nuevas atracciones y experiencias de entretenimiento en vivo.

## Atracciones planificadas
- Frozen Ever After[15]
- Trineos deslizantes del Errante Oaken (solo en Hong Kong Disneyland)[16]

### Restaurantes y tiendas
- Tick Tock Toys & Collectibles (solo en Hong Kong Disneyland)
- Northern Delights (solo en Hong Kong Disneyland)